# Henrik III. Kastiljski
Henrik III. Kastiljski (4. listopada 1379. – 25. prosinca 1406.), poznat i kao Henrik Paćenik, bio je kralj Kastilje. Sin je Ivana I. i Leonore Aragonske. Oca je naslijedio 9. listopada 1390. godine.
Rođen je u Burgosu, glavnom gradu kraljevine Kastilje. Prije nego što je postao kralj, bio je princ od Asturije, što ga je označavalo kao prijestolonasljednika. Na prijestolje je stupio s 11 godina, a vlast preuzeo s 14. U njegove zasluge spada međusobno pomirenje plemstva i povratak kraljevske moći. Za vrijeme njegove vladavine kastiljski su brodovi u više navrata pobijedili engleske, a uništena je i velika gusarska luka u Sjevernoj Africi. Godine 1402. započeo je kolonizaciju Kanarskih otoka.
Godine 1388. oženio je Katarinu Lankastersku, kćerku lankasterskog vojvode i unuku Petra I. Ovim je brakom završen dinastijski sukob a kuća Tastamara je ujedinjena. 
Umro je 25. prosinca 1406. godine. Kako je sin Henrika i Katarine, Ivan, imao tek godinu dana kada je Henrik umro, Katarina je obavljala dužnost vladara.